# Labo (Kwajalein)
Labo ist eine Insel des Kwajalein-Atolls in der Ralik-Kette im ozeanischen Staat der Marshallinseln (RMI).

## Geographie
Das kleine Motu liegt im südwestlichen Saum des Atolls. Sie ist mit ihrer Schwesterinsel Onemak im Westen verwachsen. Die Onemak East Passage trennt sie von Burle im Osten.

## Klima
Das Klima ist tropisch heiß, wird jedoch von ständig wehenden Winden gemäßigt. Ebenso wie die anderen Orte der Kwajalein-Gruppe wird Labo gelegentlich von Zyklonen heimgesucht.